# Canohès
Canohès (în catalană Cànoes) este o comună în departamentul Pyrénées-Orientales din sudul Franței. În 2009 avea o populație de 4.863 de locuitori.

## Evoluția populației
| An        | 1975  | 1982  | 1990  | 1999  | 2006  | 2009  |
| --------- | ----- | ----- | ----- | ----- | ----- | ----- |
| Populație | 2.131 | 2.908 | 3.568 | 4.349 | 4.771 | 4.863 |